# Divisões administrativas das ilhas de Wallis e Futuna
Wallis e Futuna são uma Colectividade ultramarina pertencente à França. Geograficamente são divididas em três grandes (Wallis, Futuna e Alofi), e 20 pequenas ilhas. Administrativamente, este território é dividido em três "royaumes coutumiers", isto é, três reinos que existiam nas ilhas anteriormente à chegada dos franceses ao local. Dos três reinos, apenas o Reino de Uvéa é dividido em distritos. Os outros dois são apenas divididos em localidades..

## Reino de Uvéa

### Distrito de Hihifo
- Alele
- Mala'e
- Tufu'one
- Vailala
- Vaitupu

### Distrito de Hahake
- Ahoa
- Aka'aka
- Falaleu
- Ha'afuasia
- Liku
- Mata-Utu

### Distrito de Mu'a
- Gahi
- Ha'atofo
- Halalo
- Kolopopo
- Lavegahau
- Mala'efo'ou
- Te'esi
- Tepa
- Utufua
- Vaimalau

## Reino de Sigave
- Taivai
- Toloke
- Fiua
- Vaisei
- Nuku
- Leava

## Reino de Alo
- Alofitai
- Poi
- Tamana
- Tuatafa
- Kolia
- Mala'e
- Ono
- Taoa
- Vele